# Ernst Girzick

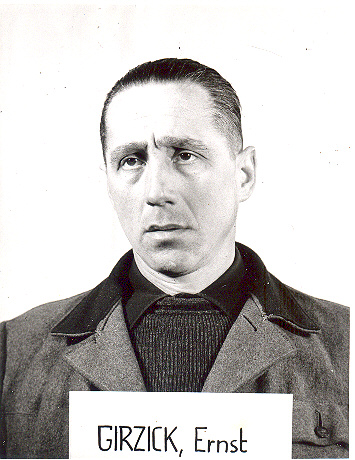
Ernst Girzick während der Internierung

Ernst Adolf Girzick (* 17. Oktober 1911 in Wien-Hietzing; † 4. März 1977 in Neumarkt am Wallersee) war SS-Obersturmführer (1945) und Mitarbeiter im Eichmannreferat des Reichssicherheitshauptamtes (RSHA). Girzick war in seinen Funktionen mitverantwortlich für die Deportation von Juden in die Konzentrations- und Vernichtungslager und wurde dafür nach Kriegsende in Wien zu 15 Jahren Haft verurteilt.

## Biografie
Girzick, von Beruf Elektrotechniker, wurde nach dem Abschluss seiner Berufsausbildung arbeitslos. Er wurde 1931 Angehöriger des Bundesheeres sowie Mitglied im Deutschen Soldatenbund und trat zum 1. August 1931 der NSDAP bei (Mitgliedsnummer 512.942). Nach seiner Entlassung aus dem Bundesheer 1933 war er wieder arbeitslos. Aufgrund sogenannter „Bölleranschläge“ wurde Girzick 1934 zu fünf Jahren Kerkerhaft verurteilt, jedoch bereits nach zwei Jahren aus der Haftanstalt in Stein an der Donau wegen einer Amnestie entlassen. Girzik siedelte in das Deutsche Reich über und kam durch die Österreichische Legion in das SS-Lager Ranis. Ab November 1937 war er als Straßenbahnschaffner in Dresden tätig. Nach dem Anschluss von Österreich an das Deutsche Reich wurde Girzick der sogenannte Blutorden verliehen. Nachdem er ab 1938 zunächst in der „Vermögensverkehrsstelle“ des Wirtschaftsministeriums in Wien tätig gewesen war, wechselte er bald darauf in die „Zentralstelle für jüdische Auswanderung in Wien“ und verblieb dort, ab 1939 als Stellvertreter Alois Brunners, bis zum März 1943. Am 1. September 1942 trat er der SS bei (SS-Nummer 284.483). Anschließend wurde er Leiter des Hauptbüros des „Zentralamtes für die Regelung der Judenfrage“ in Prag. Von März bis Dezember 1944 gehörte Girzick dem Sonderkommando Eichmann in Budapest an. Er erhielt noch das Kriegsverdienstkreuz II. Klasse. Danach war Girzick wieder in Prag bis Kriegsende eingesetzt. Von dort flüchtete er am 5. Mai 1945 in einer Wagenkolonne mit Brunner und weiteren RSHA-Mitarbeitern.

## Nach Kriegsende
Girzick wurde Mitte November 1946 in Köstendorf bei Salzburg von österreichischen Gendarmen festgenommen, da er sich bei den örtlichen Polizeibehörden nicht gemeldet hatte. Ab Ende 1946 musste er sich vor dem Volksgericht Wien verantworten. Er wurde schließlich am 3. September 1948 zu 15 Jahren Haft verurteilt, da er an der Deportation von Wiener Juden nach Theresienstadt und in Vernichtungslager beteiligt war. Am 18. Dezember 1953 wurde er begnadigt, da unter anderem seine Ehefrau und die beiden Kinder in ärmlichen Verhältnissen lebten. Zudem bestehe das ihm zur „Last gelegte Delikt […] nur darin, dass er in der Judenaussiedlungsstelle beschäftigt war“. Er lebte danach in Seewalchen am Attersee. Über seinen weiteren Lebensweg ist nichts bekannt.